# Quítxua clàssic
El quítxua clàssic o quichua va ser una varietat de la família lingüística quítxua usada com llengua vehicular, al costat de l'aimara, mochica, puquina una de les llengües generals en l'Antic Perú pels curaca i adoptada com a llengua oficial per l'Estat incaic. En la Colònia primerenca, va ser la llengua més important de les adoptades per l'evangelització dels aborígens. El nom emprat pel SIL International per a designar aquesta llengua és el de quítxua clàssic.
Els documents escrits més antics d'aquesta llengua provenen del segle xvi, quan va començar a ser registrada per cronistas i missioners amb adaptacions pròpies del alfabet espanyol en les característiques fonològiques del castellà d'aquella època.

## Característiques
Els inques no van conèixer l'escriptura alfabètica; existeixen documents escrits en quítxua, fefaentment des dels inicis del període colonial. Va ser escrit segons l'ortografia espanyola, que mostrava la fonètica del quítxua de manera imperfecta i incompleta. De qualsevol manera, és recognoscible que mostra ja en aquesta època un quítxua poc uniforme: difereixen els diccionaris de fra Domingo de Santo Tomás, que es va circumscriure al quítxua de Lima, i els registres de fra Diego González Holguín, qui va abordar la variant del Cuzco, al seu torn divergent de les modernes varietats del quítxua meridional.
Escrits primerencs de la llengua de comerç usada en el Tahuantinsuyu, com el Manuscrit quítxua de Huarochirí, concorden considerablement amb el modern quítxua d'Ayacucho. En la parla del Cuzco de Fra González, s'observa un ampli substrat aimara que després va absorbir elements com els fonemes ejectius i glotalitzats, mostrats per primera vegada amb dobles grafies.
Les diferències més importants amb els dialectes del modern quítxua meridional són:
- Oposició fonèmica entre /s/ i [š]←/ʂ/, en l'època grafiades com <c-/ç-, -z> i <s, ss> respectivament (només el Quítxua meridional ha perdut aquesta distinció).
- El sufix acusatiu tenia la forma de -kta. Només el quítxua huanca conserva aquesta forma, mentre que en les altres variants ha passat a -ta.

e.g. El que en el contemporani meridional es diu allquta ([al] gos), en el clàssic és allqukta. (allccocta)
Noti's que el sufix -kta només apareix després d'un so vocàlic: 'al meu gos' és allquyta (allccoyta)
- Absència d'al·lòfons per a les oclusives al final de síl·laba. La fricativització de les oclusives en posició de coda típica del quítxua de Cusco encara no havia tingut lloc.
- No existeixen referències d'algun passat narratiu sobre la base del sufix verbal -šqa- (scca) (modernament, -sqa).

## Fonologia
Com l'ortografia del quítxua clàssic estava basat en l'idioma castellà d'aquella època molts fonemes no eren transcrits o simplement eren ambigus, per tant els fonemes es poden inferir.
|            | Bilabial | Bilabial | Alveolar  | Alveolar | Postalveolar | Postalveolar | Retroflexa | Retroflexa | Palatal | Palatal | Velar    | Velar  | Uvular   | Uvular | Glotal | Glotal |
| ---------- | -------- | -------- | --------- | -------- | ------------ | ------------ | ---------- | ---------- | ------- | ------- | -------- | ------ | -------- | ------ | ------ | ------ |
| Nasal      |          | m        |           | n        |              |              |            |            |         | ɲ (ñ)   |          |        |          |        |        |        |
| Oclusiva   | p        |          | t         |          |              |              |            |            |         |         | k (c/qu) |        | q (c/qu) |        |        |        |
| Africada   |          |          |           |          | t͡ʃ (ch)      |              | ʈ͡ʂ (ch)    |            |         |         |          |        |          |        |        |        |
| Fricativa  |          |          | s (z/ç/c) |          |              |              | ʂ (s/ss)   |            |         |         |          |        |          |        | h      |        |
| Aproximant |          |          |           |          |              |              |            |            |         | j (i)   |          | w (hu) |          |        |        |        |
| Lateral    |          |          |           |          |              |              |            |            |         | ʎ (ll)  |          |        |          |        |        |        |
| Vibrant    |          |          |           | ɾ (r)    |              |              |            |            |         |         |          |        |          |        |        |        |

- S'infereix l'existència d'aquest fonema, a causa d'altres variants semblants que el posseeixen.